# Топчій Микола Миколайович
Мико́ла Микола́йович Топчі́й (1 червня 1973, Близнюки, Харківська область, Українська РСР, СРСР — 2 травня 2014, Карпівка, Слов'янський район, Донецька область, Україна) — український військовий льотчик, майор (посмертно) Збройних сил України. Загинув у ході Російсько-української війни.

## Життєпис
Микола Топчій народився на Харківщині в смт Близнюки. Навчався у Близнюківській середній школі. Батьки виховали трьох синів, один із яких став пілотом, а двоє вертолітниками.
Микола з дитинства мріяв літати. Закінчив Васильківське ВАТУ[джерело?]; Харківський національний університет повітряних сил імені Івана Кожедуба. Більшу частину життя віддав військовій авіації, п'ять разів брав участь у миротворчих місіях ООН у Ліберії.
Бортовий авіаційний технік вертолітної ланки 16-ї окремої бригади армійської авіації 8-го армійського корпусу Сухопутних військ ЗС України, в/ч А2595, м. Броди.
З початком антитерористичної операції на сході України військові льотчики 16-ї ОБрАА виконували завдання в районі Слов'янська і Краматорська в Донецькій області.

## Загибель
2 травня 2014 року поблизу села Карпівка Слов'янського району російські бойовики за допомогою переносних зенітних ракетних комплексів збили два вертольоти Мі-24 Збройних сил України, які здійснювали повітряне патрулювання в районі міста Слов'янська. Внаслідок обстрілу п'ятеро офіцерів із двох екіпажів бродівської авіабригади загинули, один зазнав поранення.
Спочатку, близько 3-ї години ранку, підбили вертоліт «09 жовтий». Командир екіпажу Сергій Руденко дав можливість одному з членів екіпажу вискочити з вертольота і намагався врятувати ще одного. Вертоліт упав, і в ньому почали вибухати боєприпаси. Майор Сергій Руденко і старший лейтенант Ігор Гришин загинули, пораненого капітана Євгена Краснокутського захопили терористи (його звільнили 5 травня). Вертоліт Руслана Плоходька «40 жовтий» полетів на допомогу, але теж був збитий. Разом із майором Русланом Плоходьком загинули члени екіпажу вертольота Мі-24П («40 жовтий») майор Олександр Сабада і капітан Микола Топчій. Тіла обгоріли, ідентифікація проводилась за експертизою ДНК.
20 травня у Бродах, на території військової частини відбулося прощання з п'ятьма загиблими льотчиками.
Миколу Топчія поховали в рідному селищі Близнюки, там мешкає його мама. У Бродах лишилися дружина та донька 2004 року народження.

## Нагороди
20 червня 2014 року — за особисту мужність і героїзм, виявлені у захисті державного суверенітету та територіальної цілісності України, вірність військовій присязі та незламність духу, відзначений — нагороджений орденом Богдана Хмельницького III ступеня (посмертно).

## Вшанування пам'яті
У травні 2015 року в Бродах відкрито Алею Слави військових льотчиків, які загинули на Донбасі захищаючи Україну.
1 червня 2016 року в Близнюківському ліцеї відбулося урочисте відкриття меморіальної дошки, присвяченої пам'яті випускника Миколи Топчія.
У Харкові є в'їзд Миколи Топчія.